# 西山邦彦 (哲学者)
西山 邦彦（にしやま くにひこ / ほうげん、1930年 - ）は、日本の哲学者。浄土真宗の僧。
名古屋市生まれ。京都大学文学部大学院博士課程（哲学専攻）満期退学。真宗大谷派教学研究所所員を経て、近畿大学短期大学部助教授、教授。真宗大谷派金沢教区第六組常徳寺住職、石川県河北郡内灘町に隠棲、親鸞学団―京都―を主宰する。曽我量深に師事した。

## 著書
- 『善導玄義分論讃 本文・意訳・語釈』永田文昌堂 1980
- 『森鷗外とドストエフスキイ』啓文社 1980
- 『善導序分義論讃 本文・意訳・諸師疏のべがき』永田文昌堂 1981
- 『龍樹と曇鸞 浄土論註研究序説』法蔵館 1982
- 『意訳浄土論註』法蔵館 1983
- 『親鸞思想の源流』法蔵館 1985
- 『哲学と論理』啓文社 1992
- 『蓮如上人帖外御文ひもとき』改訂版　法蔵館 1996
- 『親鸞の信証論 浄土と国家』法藏館 2003
- 『浄土について 『教行信証』真仏土巻義讃』法藏館 2004
- 『愚禿釈の鸞 『教行信証』化身土巻本論讃』法藏館 2005
- 『現代親鸞教学の先覚者たち 清沢満之・曾我量深・金子大栄・安田理深・蓬茨祖運・西田幾多郎・河上肇・三木清』法藏館 2005
- 『親鸞の世界史観 『教行信証』化身土巻末後序論讃』法藏館 2006
- 『親鸞』全3巻　法藏館 2007
- 『浄土真宗論』法藏館 2007

共著
- 『現代と仏教との対話』内海巌編 細川巌、滝沢克己、星野元豊共著 東海大学出版会 1981

## 論文
- 西山邦彦